# Línea 15 (EMT Málaga)
La línea 15 de la EMT Málaga es un servicio regular de autobús urbano que une el norte y el sur de la ciudad pasando por el Hospital Regional de Málaga, en un recorrido de más de nueve kilómetros. 
Los autobuses asignados a esta línea son Iveco Urbanway articulado de 18 metros. Aunque en algún refuerzo puede aparecer con autobuses de otros modelos e incluso autobuses de medida estándar

## Recorrido

### Ida
Empieza su recorrido en La Virreina, en el distrito de Palma-Palmilla. En su recorrido pasa por el estadio La Rosaleda, adentrándose en Bailén-Miraflores por la avenida Arroyo de los Ángeles. Continúa con rumbo sur por Blas de Lezo y Eugenio Gross, con un giro a la derecha hacia las avenidas de Martínez Maldonado y Carlos Haya, límites del distrito Cruz de Humilladero.
Al llegar al hospital, gira a la izquierda siguiendo las avenidas de Santa Rosa de Lima y Juan XXIII, cruzando la plaza de Manuel Azaña. El autobús se adentra en el distrito Carretera de Cádiz por las avenidas de Europa, La Paloma y Sor Teresa Prats, terminando su recorrido en el Camino de la Térmica en Santa Paula.
| Parada                                           | Código de Parada | Conexión EMT          | Conexión otras redes |
| ------------------------------------------------ | ---------------- | --------------------- | -------------------- |
| Jane Bowles - Bruckner                           | 1761             | 15                    |                      |
| Jane Bowles - Borodin                            | 1762             | 15, 17                |                      |
| Jane Bowles - Von Karajan                        | 1763             | 15, 17                |                      |
| Plaza Herbert von Karajan                        | 1527             | 15, 17                |                      |
| Camino de la Virreina                            | 1502             | 15, 17, N2            |                      |
| Avenida de la Palmilla - Centro de salud         | 1503             | 15, N2                |                      |
| Avenida de la Palmilla - Colegio de la Rosaleda  | 1504             | 15                    |                      |
| Avenida de la Palmilla - Campo de fútbol         | 1505             | 15                    |                      |
| Avenida Dr. Marañón - Conde de Ferreira          | 1506             | 15, 17 ,C2            |                      |
| Avenida Arroyo de los Ángeles - Guardia Civil    | 556              | 7, 15, 17, C2         |                      |
| Avenida Arroyo de los Ángeles - Hospital Materno | 703              | 7, 15, N2             |                      |
| Blas de Lezo                                     | 4202             | 15, N2                |                      |
| Eugenio Gross - Martínez de la Rosa              | 1528             | 15, N2                |                      |
| Eugenio Gross                                    | 1508             | 15, N2                |                      |
| Martínez Maldonado - Eugenio Gross               | 802              | 8, 15, 21, 23, 38, N2 |                      |
| Martínez Maldonado - Las Chapas                  | 803              | 8, 15, 21, 23, 38, N2 |                      |
| Martínez Maldonado - Arroyo del Cuarto           | 804              | 8, 15, 21, 23, 38, N2 |                      |
| Avenida Carlos Haya - Parque del Norte           | 805              | 8, 15, 21, 23, 38, N2 |                      |
| Avenida Carlos Haya - Los Remedios               | 806              | 8, 15, 21, 23, 38, N2 |                      |
| Avenida Santa Rosa de Lima                       | 1512             | 15, N2                |                      |
| Avenida Santa Rosa de Lima - Cómpeta             | 1513             | 15, N2                |                      |
| Virgen de la Cabeza - José Viciana               | 1514             | 15, N2                |                      |
| Avenida Juan XIII - Barbarela                    | 1515             | 15, N2                |                      |
| Avenida Juan XIII - Camino San Rafael            | 1516             | 15, 31                |                      |
| Avenida Juan XIII - Bodegueros                   | 1517             | 15, 22, 31            |                      |
| Avenida de Europa                                | 1518             | 15                    |                      |
| Avenida de la Paloma                             | 1519             | 1, 7, 15              |                      |
| Avenida de la Paloma - Bda. Girón                | 1526             | 7, 15                 |                      |
| Avenida Sor Teresa Prat - Tabacalera             | 1530             | 7, 15                 |                      |
| Las Delicias                                     | 1521             | 7, 15                 |                      |
| Parque Mediterráneo                              | 1522             | 7, 15                 |                      |
| Luis Barahona de Soto - Parque del Oeste         | 1523             | 7, 15                 |                      |
| Santa Paula                                      | 1524             | 7, 15                 |                      |
| Camino de la Térmica - Selene                    | 1525             | 7, 15                 |                      |
| Camino de la Térmica - Las Pirámides             | 1551             | 15                    |                      |

### Vuelta
A la vuelta la línea vuelve por Sor Teresa Prat, gira a la izquierda y atraviesa el eje avenida Juan XIII, Virgen de la Cabeza y avenida Santa Rosa de Lima, para girar a la derecha a la avenida Carlos Haya, por la que continúa hasta, ya en Martínez Maldonado, girar a la izquierda por Eugenio Gross. Llegados al cruce con la avenida Arroyo de los Ángeles, gira a la derecha y sigue por ésta hasta el Hospital Civil, continuando por la avenida Doctor Gálvez Ginachero y girando a la izquierda por Mazaredo, para subir por el eje avenida del Doctor Marañón - avenida de la Palmilla. Llegados al Camino de la Virreina, continua por la plaza de la Virreina hasta el final de la avenida de Jane Bowles, donde se encuentra su cabecera.
| Parada                                           | Código de Parada | Conexión EMT      | Conexión otras redes |
| ------------------------------------------------ | ---------------- | ----------------- | -------------------- |
| Camino de la Térmica - Las Pirámides             | 1551             | 15                |                      |
| Camino de la Térmica - Selene                    | 1552             | 7, 15             |                      |
| Luis Barahona de Soto - Santa Paula              | 1553             | 7, 15             |                      |
| Luis Barahona de Soto - Parque Mediterráneo      | 1554             | 7, 15             |                      |
| Avenida Sor Teresa Prat - Bda. de las Delicias   | 1555             | 7, 15             |                      |
| Avenida Sor Teresa Prat - Ave María              | 1556             | 7, 15             |                      |
| Avenida Sor Teresa Prat - Tabacalera             | 1557             | 7, 15             |                      |
| Orellana Toledano - San Patricio                 | 1558             | 15, 31            |                      |
| Avenida Juan XIII - Princesa                     | 1559             | 15, 22, 31        |                      |
| Avenida Juan XIII - La Unión                     | 1560             | 15, 22, 31        |                      |
| Avenida Juan XIII - Barbarela                    | 1561             | 15                |                      |
| Virgen de la Cabeza                              | 1409             | 15, N4            |                      |
| Avenida Santa Rosa de Lima - Polideportivo       | 1563             | 15,               |                      |
| Avenida Carlos Haya - Los Remedios               | 844              | 8, 15, 21, 23, 38 |                      |
| Avenida Carlos Haya - Parque del Norte           | 845              | 8, 15, 21, 23, 38 |                      |
| Martínez Maldonado - Arroyo del Cuarto           | 846              | 8, 15, 21, 23, 38 |                      |
| Martínez Maldonado - Las Chapas                  | 847              | 8, 15, 21, 23, 38 |                      |
| Eugenio Gross - Lanuza                           | 1566             | 15                |                      |
| Eugenio Gross - Trinidad                         | 1567             | 15, 18            |                      |
| Avenida Arroyo de los Ángeles - Blas de Lezo     | 761              | 7, 15             |                      |
| Avenida Arroyo de los Ángeles - Hospital Materno | 762              | 7, 15             |                      |
| Avenida Dr. Gálvez Ginachero - Hospital Civil    | 702              | 7, 15, 17, C1     |                      |
| Avenida Doctor Marañón - Conde de Ferreira       | 1569             | 15, 17            |                      |
| Avenida de la Palmilla - Campo de fútbol         | 1570             | 15                |                      |
| Avenida de la Palmilla - Instituto Guadalmedina  | 1571             | 15                |                      |
| Avenida de la Palmilla - Centro de salud         | 1572             | 15                |                      |
| Camino de la Virreina - Puente                   | 1573             | 15                |                      |
| Plaza de la Virreina                             | 1702             | 15, 17            |                      |
| Jane Bowles - Von Karajan                        | 1712             | 15, 17, 18        |                      |
| Jane Bowles - Borodin                            | 1713             | 15, 17, 18        |                      |